# آلن کازانووا
آلن کازانووا (انگلیسی: Alain Casanova؛ زادهٔ ۱۸ سپتامبر ۱۹۶۱) بازیکن سابق و مربی فوتبال اهل فرانسه است.
از باشگاه‌هایی که در آن بازی کرده‌است می‌توان به باشگاه فوتبال المپیک مارسی، باشگاه فوتبال لو آور، و باشگاه فوتبال تولوز اشاره کرد.